# Regla de l'octava
La regla de l'octava és un patró, originat a principis del segle XVIII, per a facilitar l'harmonització improvisada de baixos no xifrats. La regla indica quin acord s'ha de tocar per defecte sobre cadascuna de les notes del baix, en funció:
- del grau de l'escala ("octava") en que es troba el baix
- del tipus de moviment del baix (per graus conjunts o disjunts)

## Variants
François Campion, que fou un dels primer en formular la regla de l'octava en 1716, la presenta de la següent forma:

en el mode major :
en el mode menor :
En conseqüència, el quart grau de l'escala, quan puja, s'acompanya amb l'acord de quinta i sexta; però quan baixa, porta un acord de segona. El sisé grau, pujant, porta l'acord de sexta, però baixant el de tercera i quarta amb la sexta major.
La regla de l'octava no és un sistema rígid, altres fonts presenten diferents variants i alternatives per a contextos determinats.